# Danse des saisons
Danse des saisons je francouzský němý film z roku 1900. Režisérkou je Alice Guy (1873–1968). Film trvá zhruba jednu minutu a je volným dílem. Není známo, kdo je herečka účinkující ve filmu.

## Děj
Film pravděpodobně obsahoval čtyři tance evokující roční období. Dochoval se však pouze tanec z období zimy, na jehož konci se tanečnice uklonila před kameru. Během tohoto tance na herečku padaly z provaziště umělé sněhové vločky.